# Беовульф и Грендель
«Беовульф и Грендель» (англ. Beowulf & Grendel) — фильм канадского режиссёра Стурлы Гуннарссона (исландца по происхождению), снятый в 2005 году. Фильм, снятый по мотивам англосаксонской поэмы, является своеобразной интерпретацией англосаксонского эпоса, так как в нём имеется множество значительных отклонений от традиционного сюжета.

## Сюжет
Тролль Грендель, человекоподобный великан, убивает людей во владениях Хродгара, конунга датчан. Гёт Беовульф приводит отряд воинов из-за моря, чтобы уничтожить монстра. По ходу поисков логова тролля и безуспешных попыток его убить выясняется, что Хродгар сам в значительной степени ответственен за то, что Грендель так озлобился: в молодости конунг участвовал в убийстве отца последнего.
Наиболее значимые отклонения от сюжета поэмы:
- Излагается предыстория жизни Гренделя.
- Появляются новые персонажи — священник, совершающий крещение местных жителей, ведьма Сельма.
- Показаны сцены сражений с Гренделем и его поиски.
- Показаны похороны Гренделя.

Характеры персонажей, в особенности характер и сам образ Гренделя, не соответствуют тексту оригинального произведения. Нарекания со стороны зрителей-католиков вызвало и изображение священника-ирландца в виде юродивого, сама его миссия также представлена в сатирическом виде.
Фильм разбит на главы, что представляет собой стилизацию под книгу.

## В ролях
| Актёр                    | Роль           |
| ------------------------ | -------------- |
| Хрингур Инварссон        | юный Грендель  |
| Спенсер Уидлинг          | отец Гренделя  |
| Стеллан Скарсгард        | Хродгар        |
| Ингвар Эггерт Сигурдссон | Грендель       |
| Джерард Батлер           | Беовульф       |
| Филип Уитчёрч            | рыбак          |
| Ронан Вайберт            | Торкель        |
| Рори Макканн             | Брека          |
| Тони Карран              | Хондсиох       |
| Мартин Делани            | Торфинн        |
| Марк Льюис               | король Хюгелак |
| Оулавюр Дарри Оулафссон  | Унферт         |
| Сара Полли               | Сельма         |
| Эдди Марсан              | отец Брендан   |
| Гуннар Ханссон           | Гримур         |
| Бенедикт Клаузен         | сын Сельмы     |

## Награды
- 2006 номинация на премию Writers Guild of Canada
- 2007 номинация на премию Сатурн в категории Best DVD Release
- 2007 номинация на премию Canadian Society of Cinematographers Awards
- 2007 Genie Awards
  - специальный приз за лучший грим (Ник Дадмэн)
  - номинация в категория Best Achievement in Cinematography
  - номинация в категории Best Achievement in Music — Original Score
  - номинация в категории Лучший монтаж звука